# Mercedes-Benz M112

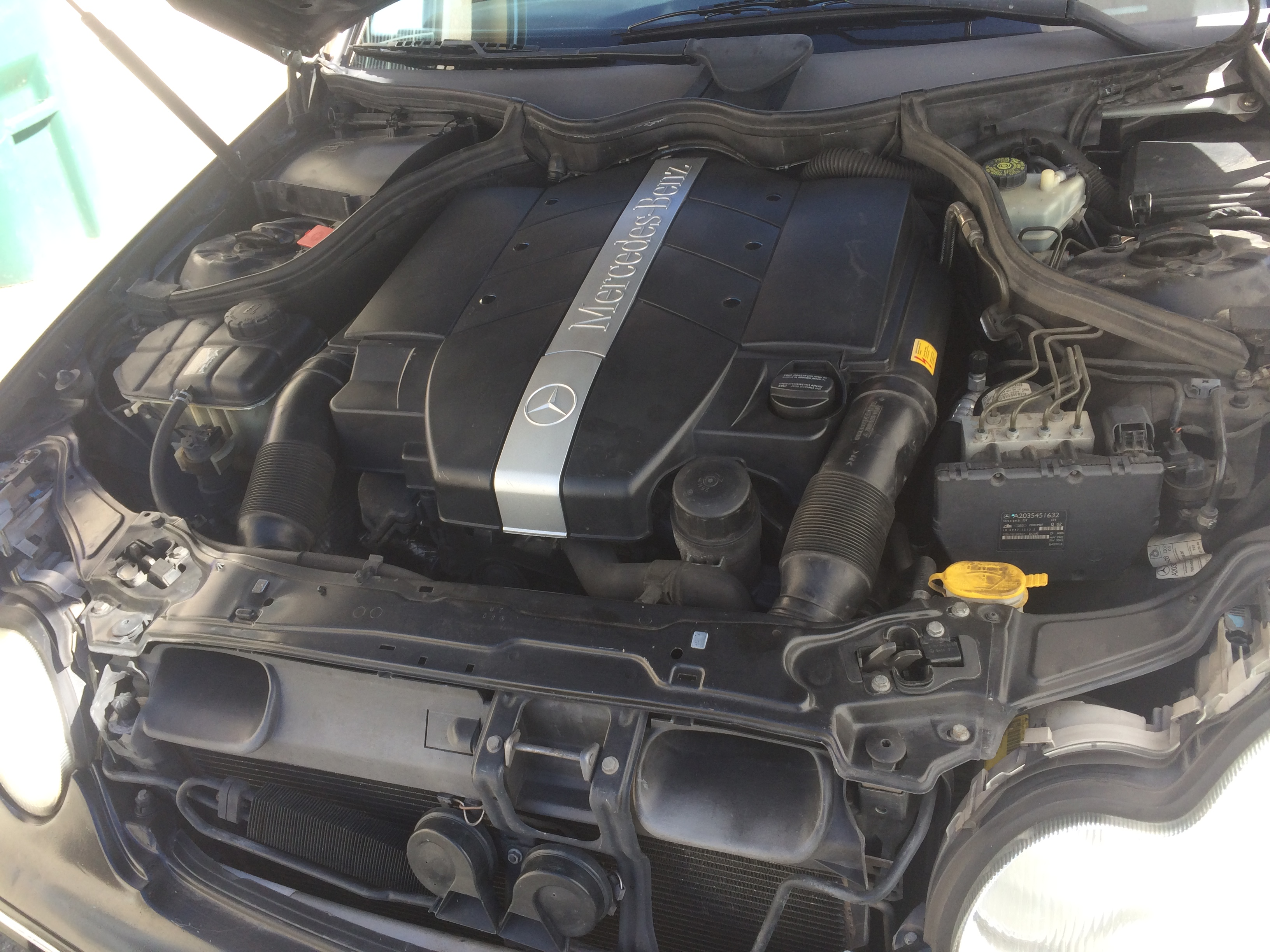
Silnik Mercedes-Benz M112

M112 – seria widlastych silników sześciocylindrowych, osiemnastozaworowych, wolnossących i doładowanych, ze stałymi fazami rozrządu o wtrysku elektronicznym montowanych w samochodach marki Mercedes-Benz. Produkowane od 1997 roku, które zadebiutowały w klasach C, E, SL, SLK, do 2008 roku. Silniki M112 zastąpiły serię M104 (do 1997), a następcą był silnik M272.
Bloki silników i głowice wykonane są z siluminu. Głowica SOHC posiada 3 zawory na cylinder: 2 wlotowe, 1 wylotowy w celu ograniczenia oddawania ciepła do kanałów głowicy przez gorące spaliny. Tłoki również wykonano ze stopów aluminium, pokryte żelazem. Korbowody są stalowe, kute, a wałki rozrządu jednoczęściowe, odlane z żeliwa.
M112 były to pierwsze silniki V6 Mercedesa. Kąt rozwarcia cylindrów wynosił 90°, choć dla jednostek V6 optymalnym rozwidleniem jest kąt 60°. Z tego powodu zastosowano wałek wyrównoważający całkowicie pierwszą harmoniczną wibracji i częściowo drugą. Kąt 90° jest optymalnym kątem dla silników V8. Seria silników V8 M113 jest spokrewnioną wersją silników M112 i prawdopodobnie z powodu obniżenia kosztów produkcji zastosowano kąt 90° w silnikach V6.
Kolektor dolotowy w silnikach M112 jest wykonany ze stopu magnezu i posiada zmienną długość dolotu.
Silniki M112 występowały w wersjach 2,4 l (M112 E24), 2,6 l (M112 E26), 2,8 l (M112 E28), 3,2 l (M112 E32), 3,7 l (M112 E37) oraz 3,2 l z doładowaniem mechanicznym (M112 E32 ML).
W mniej więcej połowie 2000 roku wprowadzono zmodyfikowane silniki M112 w celu spełniania norm Euro 3 [silnik M112 E26 zastąpił silnik M112 E24 zachowując oznaczenia modelowe x240 np. E240].

## Dane techniczne
| Oznaczenie   | Średnica × skok [mm] | Pojemność skokowa [cm³] | Stopień sprężania | Maks. moc [kW/PS] przy obrotach [1/min] | Maks. moment obr. [Nm] przy obrotach [1/min] |
| ------------ | -------------------- | ----------------------- | ----------------- | --------------------------------------- | -------------------------------------------- |
| M 112 E24    | 83,2 × 73,5          | 2398                    | 10,0 : 1          | 125/170 przy 5900                       | 225 przy 3000–5000                           |
| M 112 E26    | 89,9 × 68,2          | 2597                    | 11,0 : 1          | 125/170 przy 5500                       | 240 przy 4500                                |
| M 112 E28    | 89,9 × 73,5          | 2799                    | 10,0 : 1          | 150/204 przy 5700                       | 270 przy 3000–5000                           |
| M 112 E32    | 89,9 × 84            | 3199                    | 10,0 : 1          | 160/218 przy 5700                       | 310 przy 3000–4600                           |
| M 112 E32    | 89,9 × 84            | 3199                    | 10,0 : 1          | 165/224 przy 5600                       | 315 przy 3000–4800                           |
| M 112 E32 ML | 89,9 × 84            | 3199                    | 9,0 : 1           | 260/354 przy 6100                       | 450 przy 4400                                |
| M 112 E37    | 97 × 84              | 3724                    | 10,0 : 1          | 180/245 przy 5750                       | 344 przy 3000–4500                           |

- M = Motor, 112 = Seria, E = wtrysk, 24 = poj. skokowa (2,4 litra), ML = Kompressor (niem. mechanischer lader – mechaniczne doładowanie).